# Paya Timu
Paya Timu is een bestuurslaag in het regentschap Bireuen van de provincie Atjeh, Indonesië. Paya Timu telt 571 inwoners (volkstelling 2010).